# Test wibroakustyczny
Test wibroakustyczny – jeden z testów kardiotokograficznych, mający potwierdzić dobrostan płodu lub umożliwić zdiagnozowanie występujących nieprawidłowości i zagrożenia życia płodu. 
Test wibroakustyczny przeprowadza się poprzez stymulację płodu przy pomocy sondy, która emituje drgania o częstotliwości ~ 100 Hz i natężeniu ~90 dB. Sondę przykłada się do powłok brzusznych ciężarnej w okolicy główki płodu. 
Fizjologiczną reakcją zdrowego płodu na stymulację sondą będzie wystąpienie akceleracji czynności serca. 
Nie wystąpienie akceleracji czynności serca płodu może świadczyć o: 
- niedotlenieniu ośrodkowego układu nerwowego,
- obecności wady narządu słuchu.

Test wykonywany jest powyżej 30 tygodnia ciąży.